# Cum religiosi aeque
Cum religiosi aeque ist der Name einer Enzyklika, die am 26. Juni 1754 von Papst  Benedikt XIV. veröffentlicht wurde. Mit diesem  apostolischen Schreiben wandte sich der Papst an die  Erzbischöfe,  Bischöfe und  Priester in Italien und ermahnte sie, die  pastorale Arbeit zu intensivieren und die Ausbreitung der christlichen Lehre voranzutreiben.

## Schwerpunkte Katechese
Eingangs weist der Papst auf seine Antrittsenzyklika  Ubi primum (3. Dezember 1740) hin. In Ubi primum sprach er über die Pflichten der Bischöfe und deren Amtsführung und wandte sich so als erster Papst an die gesamte Katholische Kirche. Nun, so stellte er fest, hätte sich eine gewisse Trägheit und Unwissenheit eingeschlichen. Dieses sei aber  kein Verschulden der Bischöfe, sondern dieses sei im Nachlassen der Unterrichtung und Verbreitung der christlichen Lehre zu begründen. Benedikt XIV. fordert alle italienischen  Geistlichen auf, sich im Sinne des  Hl. Carlo Borromeo der  seelsorgerischen Arbeit zu widmen. Er bringt zum Ausdruck, dass die Unterrichtung des Glaubens die Grundlage und ein notwendiges Mittel sei, die christlichen Lebensformen in den Familien und Gemeinden zu festigen. Die Katechese, schreibt der Papst, sei das fruchtbarste Verfahren zur Erläuterung von Fragen, die in einer freundlichen Art und Weise zur Erklärung führen könnten.